# Simona Gherman
Simona Gherman, född 12 april 1985 i Bukarest, är en rumänsk fäktare.
Gherman blev olympisk guldmedaljör i värja vid sommarspelen 2016 i Rio de Janeiro.